# Rising Insane
Rising Insane (dt. „zunehmender Wahnsinn“) ist eine deutsche Metalcore-Band aus dem östlichen Oldenburger Land in Niedersachsen. Sie wurde im Jahre 2012 gegründet.

## Bandgeschichte
Die Band Rising Insane formte sich im Jahr 2012 und ein Jahr später gründete der Bassist Ulf Hedenkamp mit Hilfe der Band das Springsane Festival, welches in Hude normalerweise jährlich stattfand, bis der Platz nicht mehr ausreichte. Seit einigen Jahren findet das Festival im nahegelegenen Oldenburg statt. Es treten Bands vornehmlich aus den Genres Metalcore und Post-Grunge auf.
2017 veröffentlichte die Band ihr erstes Album Nation.
2018 ging die Band zwei Wochen lang zusammen mit Annisokay auf Tour in Deutschland und Österreich und trat als Vorband auf.
2019 gewann Rising Insane den Wettbewerb Impericon Next Generation in der Rubrik Jurypreis und durfte beim Impericon Festival in Leipzig auftreten. Ende 2019 verlegte das Label Long Branch Records das zweite Album Porcelain, zu dem auch drei Singles erschienen.
Für 2020 plante die Band ihre erste Headliner-Tour, welche aufgrund der Corona-Pandemie nicht stattfinden konnte. Rising Insane veröffentlichte in der Zeit jedoch Coverversionen u. a. von Blinding Lights (The Weeknd) und Physical (Dua Lipa) mit zugehörigen Musikvideos und die zugehörige Cover-EP Recovered. Auch eine Akustik-EP mit Songs aus dem Album Porcelain wurde veröffentlicht.
2021 kam dann das dritte Studioalbum Afterglow heraus. Auch wurden mehrere Singles und EPs zu dem Album veröffentlicht.
Im Zeitraum 2022–2023 sind zahlreiche Konzerte der Band auf Festivals sowie mit den Bands Annisokay und Deez Nuts geplant.
2024 kam dann das vierte Studioalbum Wildfires heraus. Für dieses Album wurden keine Singles veröffentlicht. Musikvideos für Reign, Malicious, Burn, Lighthouse, Carousel und Monster wurden im Zusammenhang mit dem Album veröffentlicht.
Das Studio von Rising Insane befindet sich in Schierbrok in der Gemeinde Ganderkesee.
Rising Insane wird Special Guest bei einem Papa Roach Headliner-Konzert sein, das am 12. August 2025 in Saarbrücken stattfindet.

## Diskografie
Alben
Sämtliche Alben von Rising Insane wurden von dem Gitarristen der Musikgruppe, Sven Polizuk, produziert.
| Jahr | Titel Musiklabel              | Höchstplatzierung, Gesamtwochen, AuszeichnungChartsChartplatzierungen (Jahr, Titel, Musiklabel, Platzierungen, Wochen, Auszeichnungen, Anmerkungen) | Anmerkungen                             |
| Jahr | Titel Musiklabel              | DE | Anmerkungen                             |
| ---- | ----------------------------- | --- | --------------------------------------- |
| 2017 | Nation recordJet              | — | Erstveröffentlichung: 1. Juni 2017      |
| 2019 | Porcelain Long Branch Records | — | Erstveröffentlichung: 11. November 2019 |
| 2021 | Afterglow Long Branch Records | — |                                         |
| 2024 | Wildfires Long Branch Records | — | Erstveröffentlichung: 23. August 2024   |

EPs
- 2020: Recovered
- 2020: Porcelain Acoustic
- 2021: Something Inside of Me***
- 2021: Bend and Break***

Singles
- 2018: New Day
- 2018: Dead and Gone
- 2019: Porcelain*
- 2019: Awakening*
- 2019: Last Fragments*
- 2020: Blinding Lights**
- 2020: Physical**
- 2020: Maniac**
- 2020: Born to Live (and Leave Behind) [Acoustic]
- 2020: Painter
- 2021: Meant to Live***
- 2021: Afterglow***
- 2021: Serenade***

* Song auch enthalten im Album Porcelain.
** Song auch enthalten in der EP Recovered.
*** Song(s) auch enthalten im Album Afterglow.
(Quellen:)